# Route nationale 28a
Pour les articles homonymes, voir Route 28A.
 (décembre 2016).
Si vous disposez d'ouvrages ou d'articles de référence ou si vous connaissez des sites web de qualité traitant du thème abordé ici, merci de compléter l'article en donnant les références utiles à sa vérifiabilité et en les liant à la section « Notes et références ».
La route nationale 28A, ou RN 28A, était une route nationale française située entièrement dans la commune de Foucarmont. À la suite de la réforme de 1972, elle fut déclassée en RD 928A. Sa particularité est d'être à sens unique et d'être particulièrement courte (210 mètres seulement).

## Parcours détaillé
- Croisement entre la RD 928 (ancienne RN 28) et la RD 928A (ancienne RN 28A)
- Voie à sens unique limitée à 50 km/h
- Croisement entre la D16 et la RD 928A (ancienne RN 28A)